# Slavko Beleslin
Slavko Beleslin (16. januar 1974) srpski je televizijski voditelj i novinar.

## Biografija
Slavko Beleslin je rođen 16. januara 1974. godine u Beogradu. Diplomirao je na Fakultetu tehničkih nauka u Novom Sadu. Živi i radi u Beogradu.

## Karijera
Karijeru je započeo 1999. u informativnoj redakciji na Trećem kanalu RTS-a, a nakon gašenja kanala prelazi na BK televiziju gde je prošao kroz sve nivoe informativnog programa. Radio je kao reporter, urednik i voditelj „Telefakta”, reporter i snimatelj emisije „Expirijum” sa Igorom Spasovim, zamenik urednika i voditelj jutarnjeg programa „Budilnik”. Ispred i iza kamere izveštavao je sa mnogih značajnih događaja: petooktobarske demonstracije, osnivanje prve demokratske Vlade, hapšenje Slobodana Miloševića i svih parlamentarnih izbora koji su od tada održani.
Zatim prelazi u produkcijsku kuću „Adrenalin” gde je radio kao urednik i scenarista emisija: „Piramida”, „Ja imam talenat”, „Karaoke obračun”, „Genijalci”, „Tehničari”, „Familijada”, „Katarina”, „Moj TV Dnevnik” i mnogih drugih.
Kao urednik i voditelj kviza „Piramida” prelazi na TV Pink gde je vodio i „Nacionalni dnevnik” sve do 2011. Karijeru nastavlja u informativnoj redakciji televizije B92 gde je godinama radio kao urednik i voditelj centralnih vesti i specijalnih emisija u paru sa Ivanom Konstantinović. Godine 2014. prelazi na Nova.rs gde je vodio Novi Dnevnik. Na RTS-u je zajedno sa koleginicama Majom Nikolić i Natašom Miljković bio autor i voditelj emisije Studio 3, a vodio je i Jutarnji program i Dnevnik RTS-a. Zatim se vraća u informativnu redakciju TV B92 gde ostaje do gašenja te televizije. Učestvovao je kao urednik u postavljanju informativnog programa novoosnovane televizije O2. Posle toga prelazi na TV Prva , gde je vodio 150 minuta sa Marijom Kilibardom i Majom Nikolić.
Nakon toga,od jeseni 2019. Godine,vraća se na RTS, gde je vodio autorsku emisiju "Šta bi posle? Flešbek " do početka 2020.   kao i muzičku emisiju Studio sa Bojanom Ivkovićem 2021. godine.
U maju 2022. napušta RTS i prelazi na televiziju Una kao direktor informativnog programa, voditelj centralnih vesti, a od novembra 2022. do juna 2024. godine je na istoj televiziji bio voditelj emisije Reaktor.

## Spoljašnje veze
- Veruj u sebe i pobedićeš („Politika”, 23. oktobar 2019)
- INTEVJU Slavko Beleslin: Taj osećaj kada vam duša peva dok se nečim bavite („Večernje novosti”, 7. avgust 2022)